# Francis Henry Drake (5e baronnet)
Francis Henry Drake, 5e baronnet (29 août 1723 - 19 février 1794) est un courtisan anglais et un député.

## Biographie

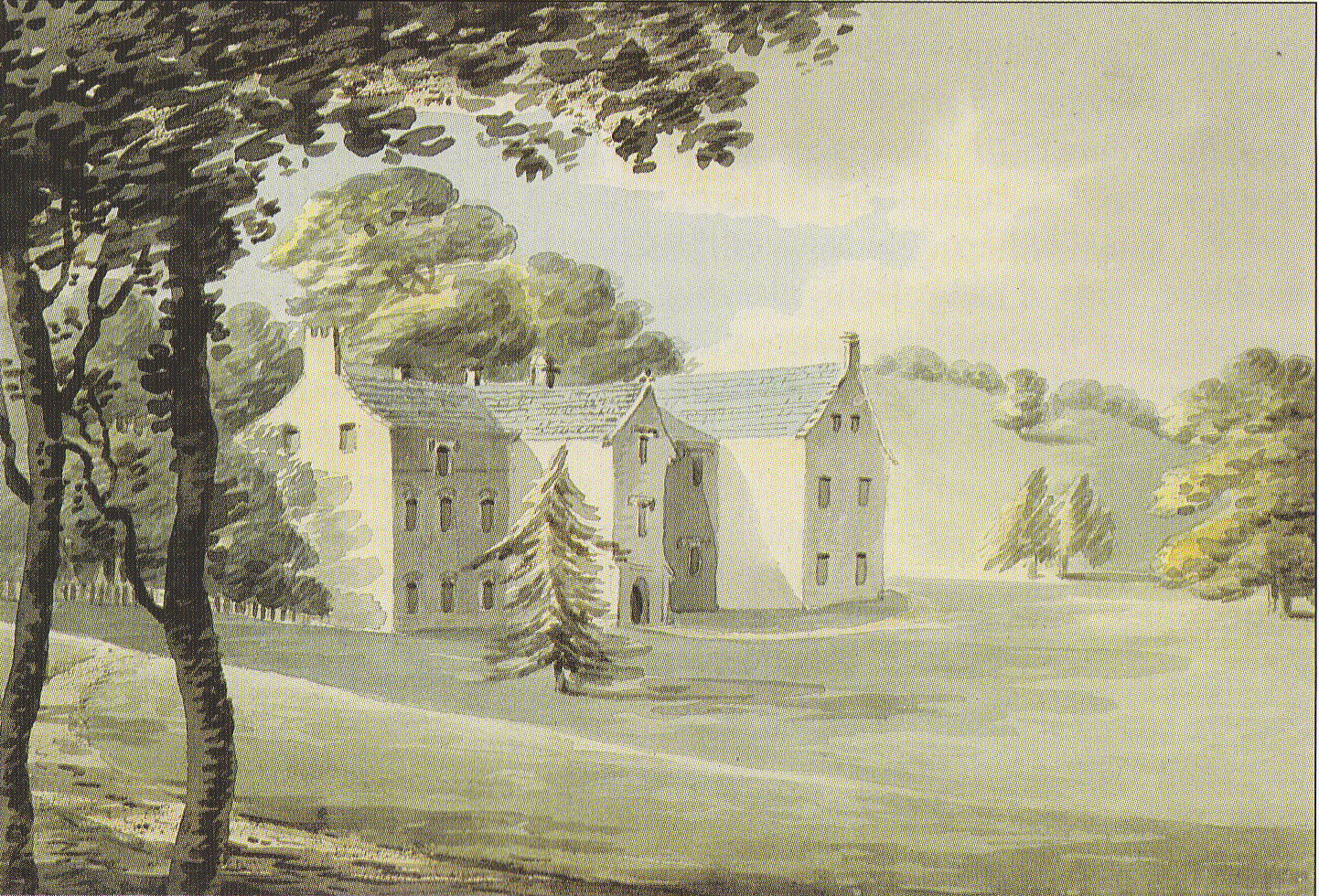
Nutwell Court, avant sa reconstruction en 1799

Il est le fils aîné de Francis Drake (4e baronnet), auquel il succède en 1740. Il fait ses études à la Winchester School (1734-1739), au Collège d'Eton (1740) et au Corpus Christi College, Cambridge 1740-1744. Il étudie ensuite le droit à Lincoln's Inn (1740).
Il est garde forestier de la forêt de Dartmoor à partir de 1752. Il exerce les fonctions de greffier du drap vert de 1753 à 1770, passant de second greffier à premier commis, puis à maître de la Maison de 1771 à sa mort.
Il représente Bere Alston en tant que député de 1747 à 1771 et de 1774 à 1780.
Il vit à Nutwell Court sur la côte sud de Devon. Selon Hoskins (1954), il aurait "détruit en 1755-1757 la grande maison médiévale avec ses améliorations, démolissant avec grande difficulté la guérite à deux étages et creusant le toit en bois de la chapelle du XIVe siècle pour en faire un plafond de plâtre".
Il meurt célibataire en 1794 et le titre de baronnet disparait. Il lègue presque toute sa fortune, notamment son domaine Nutwell et ses autres terres, à son neveu Francis Augustus Eliott, 2e baron Heathfield, fils de sa sœur Anne Pollexfen Drake et de son mari, George Augustus Eliott, 1er baron Heathfield.